# Lobelia gracillima
Lobelia gracillima là loài thực vật có hoa trong họ Hoa chuông. Loài này được Welw. ex Hiern mô tả khoa học đầu tiên năm 1898.